# 鉢伏山 (富山県富山市)
鉢伏山（はちふせやま）は、富山県富山市にある山。標高は1782m。山頂は草原や高層湿原で眺めがよく、またコバイケイソウなどが自生する。
富山県登山連盟において富山の百山の一つに指名されている。県立有峰自然公園内にある。

## 概要
なだらかな稜線が特徴の山で、山頂には一部風衝草原の湿地があり、樹木が生えず展望が良いのが特徴である。

## 山名の由来
鉢を伏せたような山容から名付けられたとされている。この山名は全国各地で見られる（鉢伏山（曖昧さ回避ページ）も参照）。

## 生態
山頂近くには風衝草原の地形により、ハクサンシャクナゲが自生する。
また、山頂は高層湿原であり、ミヤマイヌノハナヒゲ、モウセンゴケ、ワタミズゴケによる池溏が形成されている。この植生は分類上弥陀ヶ原の植生に一部一致する。

## 登山
有峰林道小口川線のフロヤ谷への分岐道に行った先に、数台の駐車場付きの登山口がある。この登山道は1991年 (平成3年)に開かれた。